# 去中心化
去中心化（英語：decentralization）是互联网发展过程中形成的社会关系形态和内容产生形态，是相对于“中心化”而言的新型网络内容生产过程。
相对于早期的互联网（Web 1.0）时代，Web 2.0内容不再是由专业网站或特定人群所产生，而是由全体网民共同参与、权级平等的共同创造的结果。任何人都可以在网络上表达自己的观点或创造原创的内容，共同生产信息。
随着网络服务形态的多元化，去中心化网络模型越来越清晰，也越来越成为可能。Web2.0兴起后，Flickr、Blogger等网络服务商所提供的服务都是去中心化的，任何参与者，均可提交内容，网民共同进行内容协同创作或贡献。
之后随着更多简单易用的去中心化网络服务的出现，Web2.0的特点越发明显。例如推特、脸书等更加适合普通网民的服务的诞生，使得为互联网生产或贡献内容更加简便、更加多元化。维基百科也是去中心化的例子，“人人都可以進行编辑”的理念提升了网民参与贡献的积极性、降低了生产内容的门槛。最终使得每一个网民均成为了一个微小且独立的信息提供商，使得互联网更加扁平、内容生产更加多元化。